# Dicotomía (álbum de Agoney)
Dicotomía es el segundo álbum de estudio del cantautor español Agoney. Fue lanzado el 20 de septiembre de 2024 y contiene un total de 12 canciones. Un disco donde la música electrónica se fusiona con la teatralidad, en el que el artista estuvo involucrado tanto en lo creativo, la estética, la composición y la producción.

## Antecedentes
Desde que su primer álbum se publicó comenzó a investigar el sonido y el mensaje que quería abordar con el siguiente proyecto, a lo largo de estos cuatro años ha estado trabajado mucho la unión del sonido y las transiciones entre cada canción. En este disco fusiona la lírica vocal y la electrónica que le acompaña desde que es adolescente.Agoney previamente había estudiado jazz con la trompeta y cuando descubrió a algunas cantantes que hacían electrónica y cantaban improvisando encima de algunas bases, sintió como todo lo que había estudiado y le gustaba se podía llevar a otro lugar como la electrónica. Se quedó completamente fascinado y a los 18 años comenzó a trabajar cantando música electrónica en algunas discotecas. Lo que ha hecho con «Dicotomía» ha sido recuperar esas cosas que le enamoraron de la música, representando este disco una transición desde la oscuridad hacia la redención.
En una reciente entrevista, el cantante ha destapado las amenazas que sufrió por parte de su discográfica para presentarse al Benidorm Fest 2023, asegurando que concursó completamente obligado. Al parecer, si no se presentaba al concurso, este disco que ya estaba preparando en ese entonces jamás vería la luz.Agoney comentó en la entrevista:

A mí me dijeron que o me presentaba o no me sacaban el disco, entonces yo me sentí completamente coaccionado.

## Promoción

### Sencillos
«Quiero Arder» es el primer sencillo lanzado el 19 de diciembre de 2022, el cual fue su candidatura para el Benidorm Fest 2023.El videoclip oficial no fue estrenado hasta el 26 de septiembre de 2024 tras el lanzamiento del disco.
«Tormenta» es el segundo sencillo lanzado el 26 de abril de 2024, una fusión de electrónica y balada con letra emotiva y melodía envolvente.La canción tiene una destinataria muy clara y especial, que es nada más y nada menos que su madre, que siente como esa "tormenta" que cuando aparece en forma de recuerdo arrasa con todo de la manera más potente y bonita.
«Redención» es el tercer sencillo lanzado el 14 de junio de 2024 presentando un nuevo adelanto de su segunda producción discográfica, una melodía conceptual que mezcla ritmos de pop y electrónica con una letra que habla sobre la importancia de la aceptación de uno mismo.A finales de dicho mes fue anunciado el título de su próximo disco, «Dicotomía», el cual salió a preventa el 28 de junio.
«Éxtasis» es el cuarto y último sencillo lanzado el 6 de septiembre de 2024, que es el capítulo número once del álbum y que habla sobre esa persona que nos ciega completamente, nos lleva al abismo y nos hace alcanzar la sensación de éxtasis.El lanzamiento del disco tuvo lugar el 20 de septiembre de dicho año y realizó dos firmas de discos, una el 20 de septiembre de 2024 en Fnac Callao de Madrid y otra el 21 de septiembre de 2024 en Fnac Triangle de Barcelona.

### Presentaciones en vivo
El 17 de septiembre de 2024 presentó su nuevo álbum en el Teatro Eslava de Madrid poniendo mucho peso en la puesta en escena con su cuerpo de bailarines y caracterizado con una peluca rubio platino siendo comparado con grandes artistas como Lady Gaga.Aparecieron primero en el escenario un contrabajo y un violín que fueron los encargados de generar un ambiente especial para el inicio del concierto. El público explotó de emoción cuando Agoney enfundado en su arnés salió volando sobre ellos interpretando «Tormenta».A lo largo del concierto «Dicotomía» comenzó representando un descenso en los infiernos y ascendiendo hasta el cielo que, al menos en el show de presentación, al artista le costó un buen susto al elevarse con el arnés una segunda vez cuando terminó de interpretar el último tema del nuevo álbum, «Pecador».El artista canario cantó sus nuevos temas, pero también algunos de sus temas anteriores.

### Gira
Agoney lamentó la poca visibilidad y promoción que ha tenido su nuevo disco.Posteriormente, ya como artista independiente anunció las nuevas fechas de sus conciertos en España para 2025y estuvo promocionando su disco en programas de la televisión española como EnREDa2o La tarde, aquí y ahorade Canal Sur, En compañíade CMM y Fiestade Telecinco. Se embarcó a promocionar su nuevo disco por Argentinay Méxicoen los cuales celebró varios conciertos. Además de su propia gira, Agoney agradeció poder abrir como telonerovarios conciertos en México de Mónica Naranjo en su gira Greatest Hits Toura su paso por ciudades como Monterrey o Veracruz,y un concierto de Jesse & Joy en Aguascalientes.La gira de este disco «Dicotomía Tour» cerró el 20 de junio de 2025 en Madrid, con la participación de Rebeka Brown,y de octubre a diciembre de 2025 seguirá abriendo los conciertos como telonero de Mónica Naranjo en la segunda parte de su gira Greatest Hits Tour por España.

## Fechas
| Dicotomía Tour           |                  |           |                                |               |
| Fecha                    | Ciudad           | País      | Recinto                        | Ref.          |
| 17 de septiembre de 2024 | Madrid           | España    | Teatro Eslava                  | [ 22 ] [ 24 ] |
| 27 de noviembre de 2024  | Buenos Aires     | Argentina | La Tangente                    | [ 43 ]        |
| 15 de febrero de 2025    | Ciudad de México | México    | Lunario del Auditorio Nacional | [ 33 ]        |
| 27 de marzo de 2025      | Sevilla          | España    | Sala Malandar                  | [ 44 ] [ 45 ] |
| 10 de abril de 2025      | Zaragoza         | España    | La Casa del Loco               | [ 46 ] [ 47 ] |
| 12 de abril de 2025      | Bilbao           | España    | Sala Azkena                    | [ 48 ]        |
| 17 de abril de 2025      | Valencia         | España    | Loco Club                      | [ 49 ]        |
| 18 de abril de 2025      | Barcelona        | España    | Sala Upload                    | [ 50 ]        |
| 20 de junio de 2025      | Madrid           | España    | LA SALA del Movistar Arena     | [ 38 ] [ 40 ] |

## Lista de canciones
| Dicotomía |                                           |                                                                             |                                |          |  |
| N.º       | Título                                    | Escritor(es)                                                                | Productor(es)                  | Duración |  |
| 1.        | «Dicotomía» (Intro)                       | Agoney Hernández Morales                                                    | Hernández                      | 1:27     |  |
| 2.        | «Tormenta»                                | Hernández Mario Sedano Olmeda                                               | Liam Garner                    | 3:20     |  |
| 3.        | «Quiero Arder»                            | Hernández Javier Falquet Moragues Marta Martínez López Andrés Huélamo López | Hernández Blackpanda Garabatto | 3:00     |  |
| 4.        | «Bella Bestia»                            | Hernández Patricia Benito Sedano                                            | Garner Hernández               | 2:47     |  |
| 5.        | «Anástasis»                               | Hernández Sedano                                                            | Garner                         | 3:03     |  |
| 6.        | «Bailando En La Oscuridad»                | Hernández Benito Sedano                                                     | Garner Hernández               | 2:48     |  |
| 7.        | «A0»                                      | Hernández                                                                   | Garner Hernández               | 2:06     |  |
| 8.        | «1 En Vez De 3»                           | Hernández                                                                   | Garner Hernández               | 2:52     |  |
| 9.        | «Redención»                               | Hernández Benito Marc Montojo                                               | Garner Hernández               | 2:18     |  |
| 10.       | «Algo Que Nunca Debí Sentir» (Interludio) | Hernández Jesús Gascón Santana Tatiana Delalvz                              | Garner Hernández               | 0:32     |  |
| 11.       | «Éxtasis»                                 | Hernández Gascón Delalvz                                                    | Garner Hernández               | 2:45     |  |
| 12.       | «Pecador»                                 | Hernández Benito Sedano                                                     | Garner Hernández               | 3:15     |  |
| 30:19     |                                           |                                                                             |                                |          |  |

## Personal
Vocales
- Agoney Hernández – voz principal

Bailarines
- Marc Montojo – coreógrafo
- Mónica Peña
- Sergio Martínez
- Dorival Junco
- Lucía López
- Daniel Rivas
- Sara Garijo

Según la ficha técnica en el videoclip de Tormenta:
- Dirección: Mario Ruiz
- Producción: Víctor Paniagua
- Dop: David Cortázar
- Dirección de movimiento y coreografía: Marc Montojo
- Director arte: Raúl López
- Técnico luces: Diego Tarango
- Edición/posproducción y color: Krea Films Producciones
- Creatividad: Nerea Sancio, Diego Andrés, Marc Montojo, Mario Ruiz, Agoney Hernández
- Producción musical: Liam Garner
- Mix y máster:  Alex Ferrer
- A&R Universal Music Spain: Azahara Villén
- Jefa producto: Mari Cruz Di Carlo
- Maquillaje y peluquería:  Paula Pizarro, Esther Fuentes (Lastlooks)
- Estilismo: Paloma Suárez
- Calzado: New Rock
- Aux. producción: Pablo Cristo Balena
- Ayte. arte: Almutamid Fernández
- Gaffer: Pablo Eguizábal
- Op. cámara: César Molina
- Eléctricos: Gaby García, Quino Morcate
- Grúa: Los Guadaños
- Transporte: Cuarta Dimensión
- Proveedores: Mc Group, Falco Films, Musitec Sonido Profesional

Una producción Krea Film Producciones para Universal Music Spain.

## Posicionamiento en listas
| País   | Asociación | Lista           | Mejor posición | Ref    |
| ------ | ---------- | --------------- | -------------- | ------ |
| España | Promusicae | Top 100 Álbumes | 4              | [ 51 ] |
| España | Promusicae | Top 100 Vinilos | 3              | [ 52 ] |